# 登機梯

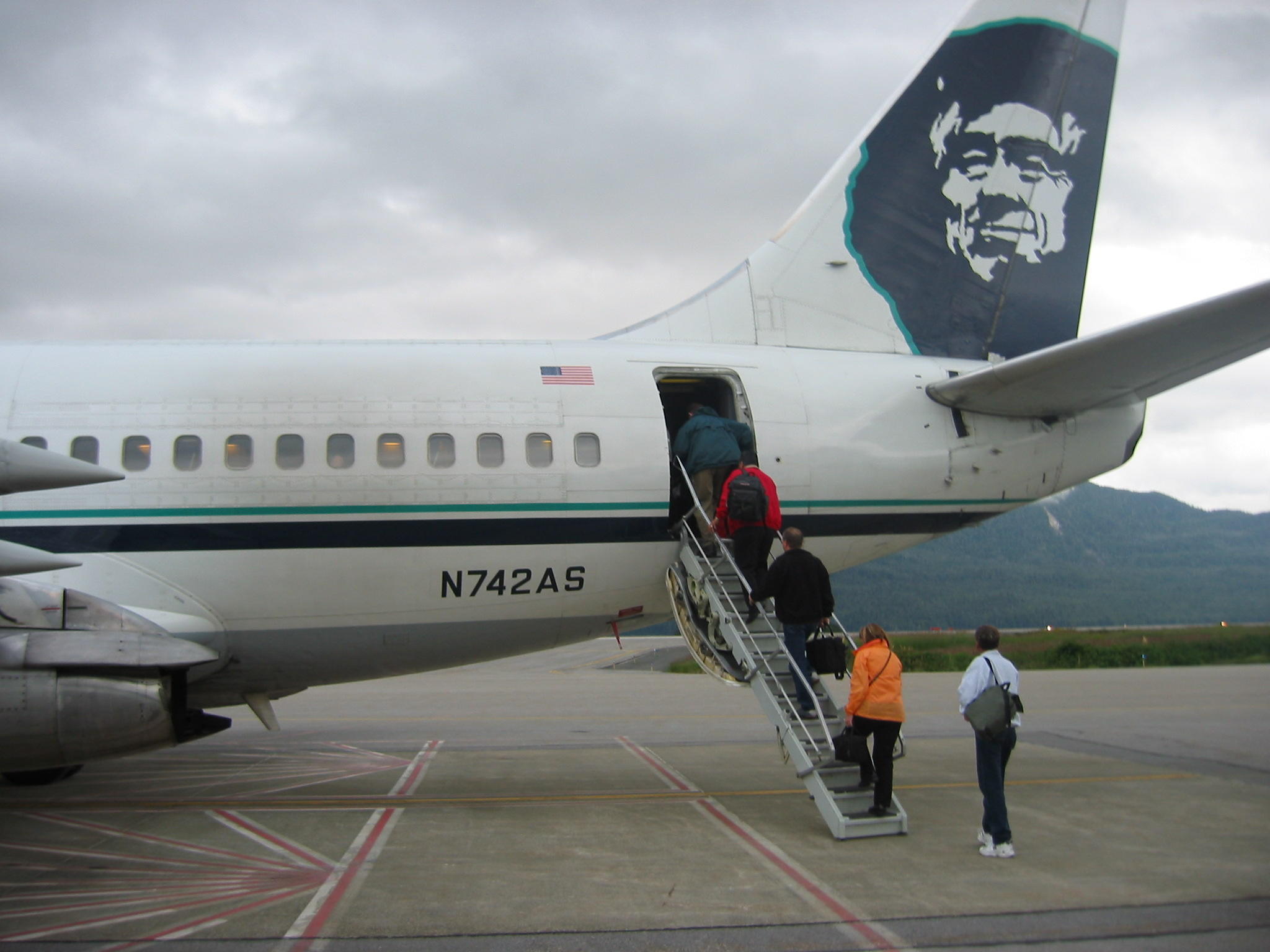
阿拉斯加航空一架737-200飞机的登機梯

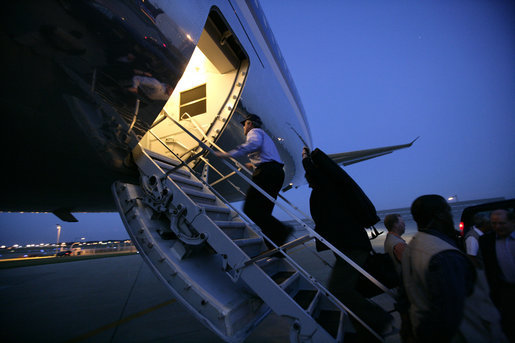
乔治·沃克·布什正通过登機梯登上一架VC-25

登機梯是連接地面和飛機艙門供乘客、機組員、地勤人員及維修人員等人上下飞机的一種梯子。有的登機梯內置在飛機艙門內，飛機降落停穩後打開。另有一種登機梯是活動式，自身帶有滾輪或裝載於車輛上，可以自由移動，並不內置於飛機，且可以根據飛機機型來調整高度。